# Nitridokomplexy kovů
Nitridokomplexy kovů jsou koordinační sloučeniny, které obsahují atomy dusíku vázané pouze na atomy kovů. Jde o molekulární sloučeniny, s využitím v materiálových vědách. Rozlišení mezi molekulárními a pevnými polymery nemusí být zřejmé, což je vidět například u Li6MoN4 a Na3MoN3. Nitridokomplexy jsou zkoumány také proto, že se předpokládá, že fixace dusíku probíhá přes takovéto meziprodukty. Nitridokomplexy jsou známy od 19. století, kdy byly připraveny soli [OsO3N]−.

## Struktura
Jednojaderné komplexy obsahují koncové nitridové ligandy; vzdálenosti M-N bývají obvykle krátké, například anion komplexu PPh4[MoNCl4], je délka vazby Mo-N 163,7 pm. Výskyt koncových nitridoligandů je podobný jako u oxokomplexů: častější jsou u raných a těžších přechodných kovů. Mnoho dvoj- a vícejaderných komplexů obsahuje můstkové nitridoligandy.
K méně obvyklým nitridokomplexům patří například sloučenina s koncovou vazbou uran-dusík (U≡N).

Příklady nitridokomplexů
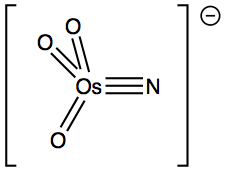
[OsNO3]−, izoelektronický s oxidem osmičelým
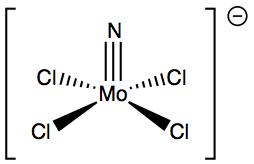
[MoNCl4]−, čtvercově pyramidální molybdenový komplex
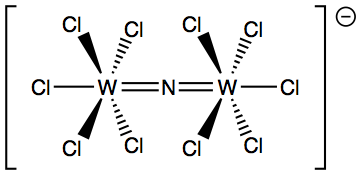
[W2(μ-N)Cl10]−, obsahující dvě wolframová centra spojená nitridovým ligandem
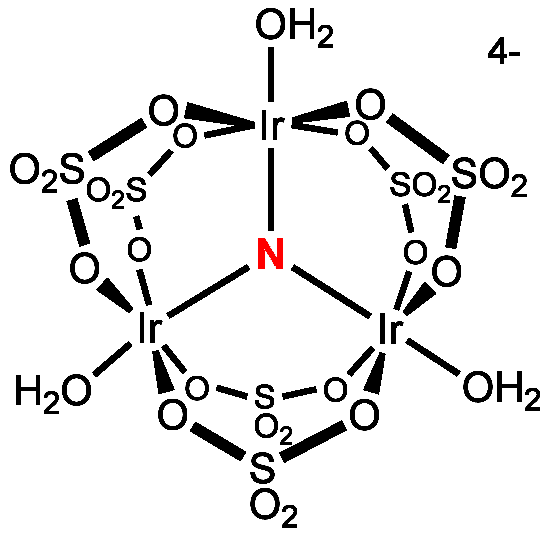
[Ir3N(SO4)6(H2O)3]4−, strukturou podobný octanu železitému
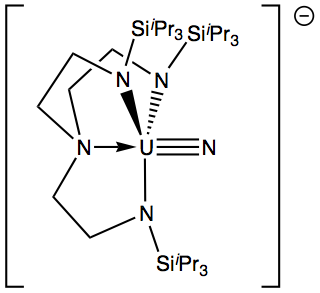
Uranový nitridokomplex
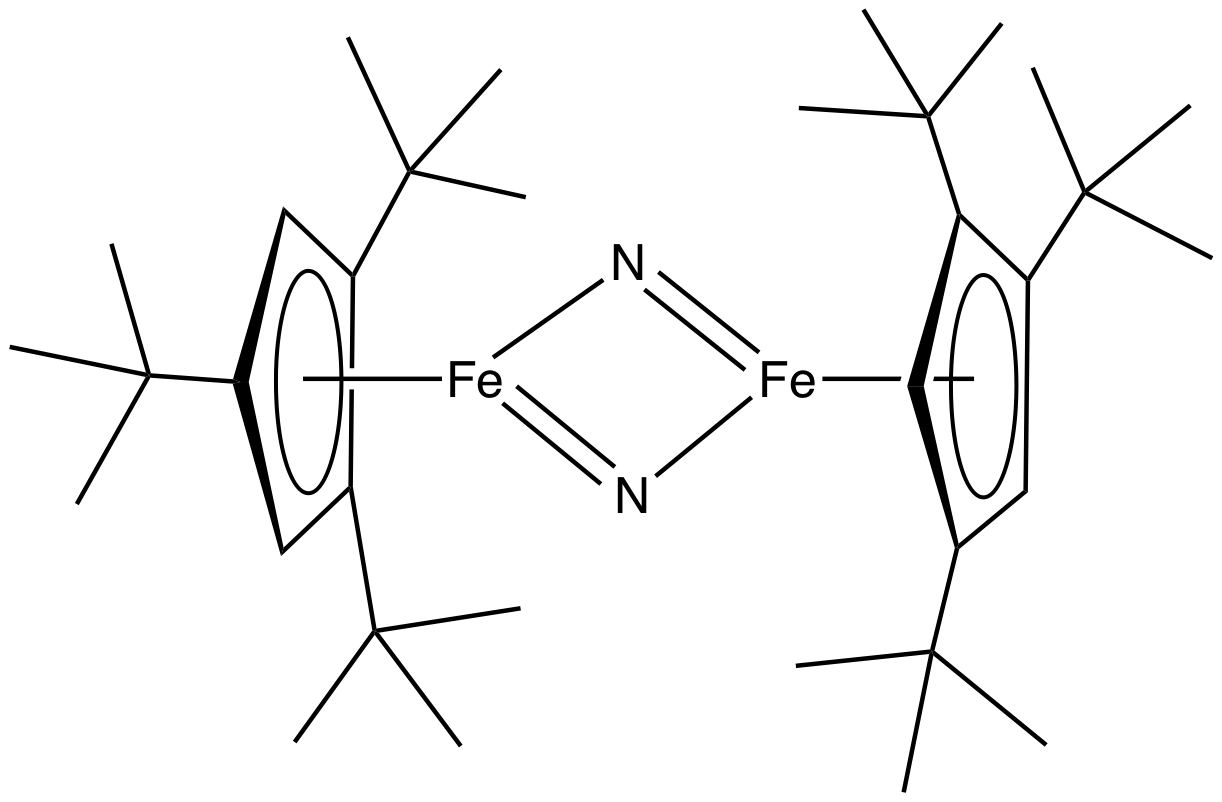
((t-Bu)3C5H2)2Fe2N2

## Příprava
Zdrojů dusíku pro přípravu nitridových komplexů může být několik. První možností je příprava z amidů (NH -
2 ):
OsO4 + KNH2 → KOsO3N + H2O
Častěji se nitridové komplexy získávají rozkladem azidokomplexů; řídicí silou těchto reakcí je stabilita N2. Pomocí chloridu dusitého lze připravovat chloro-nitridokomplexy. V některých případech mohou jako zdroje nitridových ligandů sloužit i N2 a nitrily.

## Reakce
Nitridový ligand může být elektrofilní nebo nukleofilní.
Koncové nitridy raných přechodných kovů bývají zásadité a oxidovatelné, zatímco nitridy pozdních kovů se vyznačují oxidačními účinky a elektrofilitou. U první uvedené skupiny se tyto vlastnosti projevují N-protonacemi a N-alkylacemi. Nitridokomplexy Ru a Os na sebe často navazují fosfiny za tvorby iminofosfinů obsahujících R3PN− ligandy.

## Intersticiální nitridy

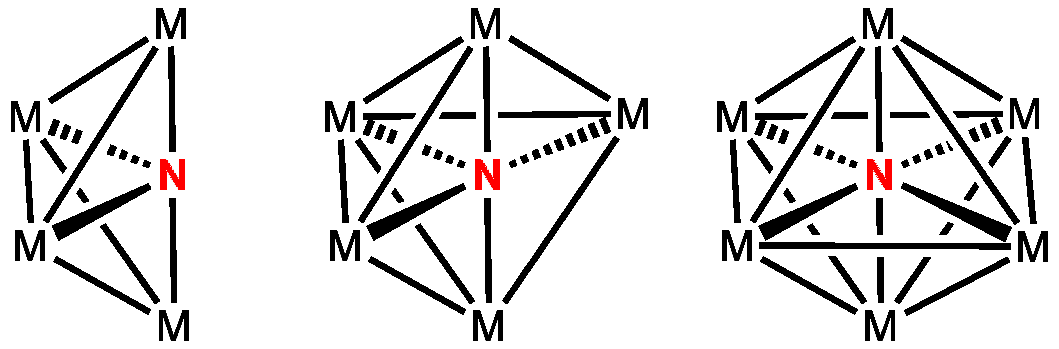
Příklady intersticiálních nitridů; M = Fe(CO)_{3}.

Jelikož nitridoligandy mohou tvořit můstky, tak je i popsáno několik shluků s nitridovými ligandy v centrech. Takovéto nitridoligandy se označují jako intersticiální. Někdy je nitrid plně uzavřen mezi šesti nebo více atomy kovu a nemůže se účastnit reakcí, i když se podílí na vazbách mezi kovy.